# نيوهامبشير
نيوهامبشير أو نِيُهَمشَيَر (بالإنجليزية: New Hampshire)‏ هي ولاية في منطقة نيو إنغلاند في شمال شرق الولايات المتحدة. تحدها ماساتشوستس من الجنوب، فيرمونت من الغرب، مين والمحيط الأطلسي من الشرق، ومقاطعة كيبيك الكندية إلى الشمال. نيوهامبشير هي خامس أصغر ولاية من حيث المساحة اليابسة وتاسع أقل الولايات سكانا بين الولايات الأمريكية الخمسين.
في يناير 1776، أصبحت نيوهامبشير أول مستعمرات أمريكا الشمالية البريطانية التي تنشئ حكومة مستقلة عن مملكة بريطانيا العظمى، وكان أول ولاية توضع دستورا خاصا بها. بعد ستة أشهر، أصبحت إحدى الولايات الأصلية الثلاث عشر التي أسست الولايات المتحدة الأمريكية، وفي يونيو 1788 كانت تاسع ولاية تصادق على الدستور.
كونكورد هي عاصمة الولاية، في حين مانشستر هي أكبر مدينة في الولاية وفي شمال نيو إنغلاند، بما في ذلك فيرمونت ومين. ولا توجد ضريبة مبيعات عامة، أو ضريبة على الدخل الشخصي (عدا الفوائد وأرباح الأسهم) سواء على مستوى الولاية أو المستوى المحلي. يذكر أن انتخابات نيوهامبشير الأولية هي أولى دورات الانتخابات الرئاسية الأمريكية. تحمل لوحات السيارات شعار الولاية، «أحي بحرية أو مت». ويشير لقب الولاية، «ولاية الغرانيت»، إلى تشكيلات ومقالع الغرانيت الواسعة.
ومن بين الشخصيات البارزة في نيوهامبشير المؤسس نيكولاس غيلمان والسيناتور دانيال وبستر وبطل الحرب الثورية جون ستارك والمحرر الصحفي هوراس غريلي، وماري بيكر إيدي مؤسسة العلوم المسيحية والشاعر روبرت فروست ورائد الفضاء ألان شيبارد ومغني الروك روني جيمس ديو، الكاتب دان براون، الممثل آدم ساندلر، المخترع دين كامين، الكوميديون ساره سلفرمان وسيث مايرز، وأصحاب المطاعم ريتشارد وموريس ماكدونالد، ورئيس الولايات المتحدة فرانكلين بيرس.
تملك الولاية بعضا من أكبر جبال التزلج على الساحل الشرقي، وتشمل المعالم الترفيهية الرئيسية في نيوهامبشير التزلج وعربات الثلج وغيرها من الرياضات الشتوية، والمشي لمسافات طويلة وتسلق الجبال، ومراقبة أوراق الشجر، والأكواخ الصيفية على طول البحيرات وشاطئ البحر، وألعاب المحركات في «نيوهامبشير موتور سبيدواي»، و «موتورسايكل ويك»، وهو سباق شعبي للدراجات النارية على شاطئ ويرس بالقرب من لاكونيا في يونيو من كل عام. تربط غابة الجبل الأبيض الوطنية درب أبالاشيان بين جبال فيرمونت ومين، وبها طريق جبل واشنطن، حيث يمكن للزوار أن يقودوا سياراتهم إلى أعلى جبل واشنطن الذي يبلغ ارتفاعه 6,288 قدم (1,917 متر).

## جغرافية الولاية
ولاية نيوهامبشير جزء من إقليم نيو إنجلاند. يحد الولاية من جهة الشرق ولاية مين والمحيط الأطلسي ومن الغرب ولاية فيرمونت ومن جهة الجنوب ولاية ماساشوستس ومن جهة الشمال مقاطعة كيبك الكندية. تمتد سلسلة جبال بيضاء لتغطي الجزء الشمالي من الولاية بالإضافة لوجود جبل واشنطن والذي يعد أطول جبل في الجزء الشمالي من الولايات المتحدة.

## الخصائص السكانية للولاية
يقدر مكتب تعداد الولايات المتحدة عدد سكان الولاية في 1 يوليو 2012 بـ 1,320,718 نسمة، بارتفاع قدره 0.3% عن تعداد عام 2010. يقع الوسط السكاني للولاية في مدينة بيمبروك التي تقع في مقاطعة ميريميك. الوسط السكاني للولاية نزل بمقدار 19 كم جنوبا عنه في الخمسينات، تبعا للنمو السكاني في الحدود الجنوبية للولاية المقاربة لبوسطن وعدة مدن أخرى في ولاية ماساتشوستس.

### التقسيم العرقي
أصول السكان عام 2011
طبقا لتعداد 2010، التقسيم العرقي للولاية هو:
- %93.9 بيض (92.3% بيض غير هسبانيين، 1.6% هسبانيين)
- %2.2 أمريكيون آسيويون.
- %1.1 زنوج أو أمريكيون أفارقة.
- %0.2 أمريكيون أصليون.
- %1.6 ذوي أصلين أو أكثر.
- %1.0 أعراق أخرى.

أصول سكان الولاية حسب تعداد 2011 هي:
- %23.2 فرنسيون أو فرنسيون كنديون.
- %21.5 إيرلنديون
- %17.9 إنجليز.
- %9.9 طليان.
- %9.3 ألمان.
- %6.1 أمريكيون أصليون.
- %4.6 اسكتلنديون.
- %4.5 بولنديون.
- %2.1 سويديون.
- %1.4 يونانيون.
- %1.3 برتغاليون.
- %1.1 اسكتلنديون-إيرلنديون.
- %1.0 هولنديون.

المجموعة الكبيرة ذات الأصول الفرنسية الكندية والأصول الإيرلندية تعود في الغالب إلى أحفاد عمال المصانع، الذين لا يزال بعضهم في مدن مصانع سابقة مثل مانشستر الأمريكية. نيوهامبشير تحتضن نسبة كبيرة من الفرنسيين الكنديين مقارنة ببقية الولايات.
حسب إحصاء عام 2000، 3.41% من السكان الذين يبلغون الخامسة وأكبر يتحدثون الفرنسية في المنزل، بينما يتحدث 1.6% من السكان الإسبانية في المنزل.
في مقاطعة Coos، يتحدث 16% من السكان الفرنسية في المنزل.

### الأديان
نسب سكان ولاية نيوهامبشير حسب أديانهم هي (المصدر: أمريكا اليوم):
- مسيحيون - 72%
  - كاثوليكيين - 35%
  - بروتستانت - 32%
  - مسيحيون غير محددين - 5%
- يهود - 1%
- أخرى - 2%
- لادينيون - 17%
- أقل من 0.5% لكل من -

شهود يهوه، الإسلام، كنيسة يسوع المسيح لقديسي الأيام الأخيرة، البوذية، الإنجيلية، سبتيون، طائفة كنائس المسيح، طائفة كنيسة الرب، طائفة التجمع الرباني، ومسيحيون غير طائفيين.
يظهر استبيان أن سكان ولايتي نيوهامبشير وفيرمونت لديهم قابلية أقل لحضور العبادة الأسبوعية في الكنيسة من بقية الأمريكان. فقط 54٪ من السكان يقولون «أنهم متأكدين من وجود إله بشكل قاطع» مقارنة بـ 71٪ في بقية الولايات الأمريكية. نيوهامبشير وفيرمونت أيضا هي أقل الولايات الأمريكية في الالتزام الديني. في عام 2012، 23٪ من سكان نيوهامبشير اعتبروا أنفسهم «متدينين بالتزام»، بينما اعتبر 52٪ من السكان أنفسهم «غير ملتزمين دينيا»، طبقا لاستفتاء أجرته مؤسسة غالوب.

## اقتصاد الولاية
يقدر مكتب التحليل الاقتصادي الأمريكي مجموع إنتاج الولاية في عام 2008 بـ 60 مليار دولار، ما يضعها في المركز الأربعين بين بقية الولايات. متوسط دخل المنزل في الولاية في عام 2008 كان 49,467 دولارا، ما يضعها في المركز السابع في الولايات المتحدة الأمريكية. منتجات الولاية الزراعية تشمل منتجات الحليب، المستنبتات، الماشية، التفاح، والبيض. المنتجات الصناعية تشمل الأدوات الكهربائية والميكانيكية، المطاط، المنتجات البلاستيكية، والسياحة.
شهدت نيوهامبشير تغيراً طفيفاً في قاعدتها الاقتصادية خلال القرن الماضي. تاريخياً، القاعدة الاقتصادية للولاية تكونت من صناعة الأقمشة والأحذية، وصناعات ميكانيكية بسيطة جذبت عمالة رخيصة من المزارع القريبة ومن مقاطعة كيبك الكندية. اليوم، هذه القطاعات تساهم بنسب أقل في دخل الولاية، 2٪ من صناعة الأقمشة، 2٪ من منتجات الجلود، و 9٪ من الصناعات الميكانيكية (المصدر: التعداد الاقتصادي للولايات المتحدة لعام 1997). سبب هذا الانحسار كان إهمال النباتات وانجذاب العمالة الرخيصة لولايات الجنوب.
ميزانية الولاية لعام 2008 كانت 5.11 مليار دولار، منها 1.48 مليار دولار مقدمة من الحكومة الفيدرالية. نظام الضرائب يعتبر أحد المواضيع المشكلة في نيوهامبشير، التي تفرض الضرائب على الممتلكات بينما لا تفرضها على المشتريات أو على دخل الأفراد. الولاية تفرض ضريبة منخفضة على المأكولات، الفنادق، السيارات، دخل الاستثمارات، وضريبة استخدام على بعض الطرق.
حسب إدارة معلومات الطاقة الأمريكية، استهلاك ولاية نيوهامبشير من الطاقة واستهلاك الطاقة لكل فرد يعتبر أحد الأقل في الولايات المتحدة. محطة سيبروك لتوليد الطاقة النووية، التي تقع قرب بورتسموث، هي أكبر مفاعل نووي في إقليم نيو إنجلاند وتوفر 30٪ من الطاقة الكهربائية المستهلكة في الولاية. محطتين لتوليد الطاقة بالغاز الطبيعي وبعض المحطات التي تعتمد على الطاقة الأحفورية توفر المتبقي من احتياج الولاية.
الاستخدام السكاني للكهرباء يعتبر قليل مقارنة بالمعدل الوطني، وهذا يرجع جزئيا لكون استخدام المكيفات ضئيل في شهور الصيف المعتدلة ولأن القليل من المنازل تعتمد على الكهرباء في التدفئة. أكثر من نصف المنازل في الولاية تستخدم زيت الوقود للتدفئة في الشتاء. هنالك إمكانية أن تعتمد الولاية على الطاقة البديلة كطاقة الرياح، الطاقة الكهرمائية، والوقود الحطبي.
ولاية نيوهامبشير لا تفرض ضرائب عامة على المشتريات أو على الدخل الشخصي (تفرض الولاية ضريبة دخل مقدارها 5٪ على الأرباح والفوائد) والهيئات التشريعية في الولاية تعرف بالانضباط المالي. عدة محاولات لتنويع اقتصاد الولاية لا تزال جارية.
أيضا، عدم وجود نظام ضرائب عام في الولاية (باستثناء ضريبة الممتلكات التي تسبب الكثير من الإشكال) كانت نتيجته أن يفرض على سكان الولاية أحد أعلى ضرائب الممتلكات في الولايات المتحدة. بشكل عام، الولاية في المركز التاسع والأربعين مقارنة ببقية الولايات حسب ضرائب الولاية والضرائب المحلية.
حتى شهر فبراير من عام 2010، معدل البطالة في الولاية يصل لـ 7.1٪. في شهر أكتوبر من عام 2010، انخفض معدل البطالة لـ 5.4٪.

## التعليم
أول مدرسة ثانوية في الولاية افتتحت في عام 1827 أو 1830، على اختلاف المصادر. تحتوي ولاية نيوهامبشير على أكثر من 80 مدرسة ثانوية حكومية، الكثير منها تخدم عدة مدن في نفس الوقت. في عام 2008، تساوت الولاية مع ولاية ماساتشوستس في حصول طلابهما على أعلى الدرجات في اختباري السات والأي سي تي.
في ولاية نيوهامبشير 23 جامعة وكلية معتمدة، أشهرها كلية دارتموث العريقة إحدى جامعات رابطة اللبلاب. أيضا، تشرف الولاية على جامعة ولاية نيوهامبشير الحكومية.